# أنتوني إف. ديبالما
أنتوني إف. ديبالما (بالإنجليزية: Anthony Federico DePalma)‏ هو جراح ومدرس أمريكي، ولد في 12 أكتوبر 1904 في فيلادلفيا في الولايات المتحدة، وتوفي في 6 أبريل 2005 في بومبانو سيتي في الولايات المتحدة.